# Zigmantas Balčytis
Zigmantas Balčytis (* 16. listopadu 1953 Juodžiai, okres Šilutė, Klaipėdský kraj) je litevský politik, matematik a ekonom.

## Život
Zigmantas Balčytis se narodil ve vesnici Juodžiai poblíž města Šilutė. V roce 1976 vystudoval fakultu financí a účetnictví se zaměřením na ekonomickou kybernetiku na Vilniuské univerzitě. V letech 1976-78 pracoval na Ministerstvu potravinářského průmyslu.
V osmdesátých letech působil jako zástupce ředitele Litevské státní filharmonie. Mezi lety 1992 a 1994 zastával pozici ředitele asfaltové výroby ve Vilniusu a roku 1996 pracoval jako zástupce ředitele litevsko-maďarské společnosti Lithun. 

## Politická kariéra
V roce 1994 se stal členem vilniusské městské rady a do roku 1996 působil jako náměstek hejtmana Vilniusského okresu. V letech 2000 až 2009 byl členem litevského Seimu. Od roku 2004 působí také jako místopředseda strany LSDP (Sociálnědemokratická strana Litvy).
Zastával funkci ministra dopravy a spojů (2001-2005) a funkci ministra financí (2005-2007). V roce 2006 se na krátkou dobu stal zastupujícím premiérem. Úřadu se ujal 1. července po rezignaci Algirdase Brazaukase, parlament jej však na této pozici neschválil a už 4. července ho vystřídal Gediminas Kirkilas.
V letech 2008-2009 byl členem delegace Seimu do parlamentního shromáždění Rady Evropy. 
Při prezidentských volbách V roce 2014 získal v prvním kole 13,62% hlasů (volební účast byla 52,23%) a ze druhého místa postoupil do druhého hlasovacího kola.  Ve druhém kole voleb v květnu 2014 získal 40,1 % hlasů, prezidentský mandát obhájila Dalia Grybauskaitėová ziskem 57,9 % hlasů.